# Tableta de bordos

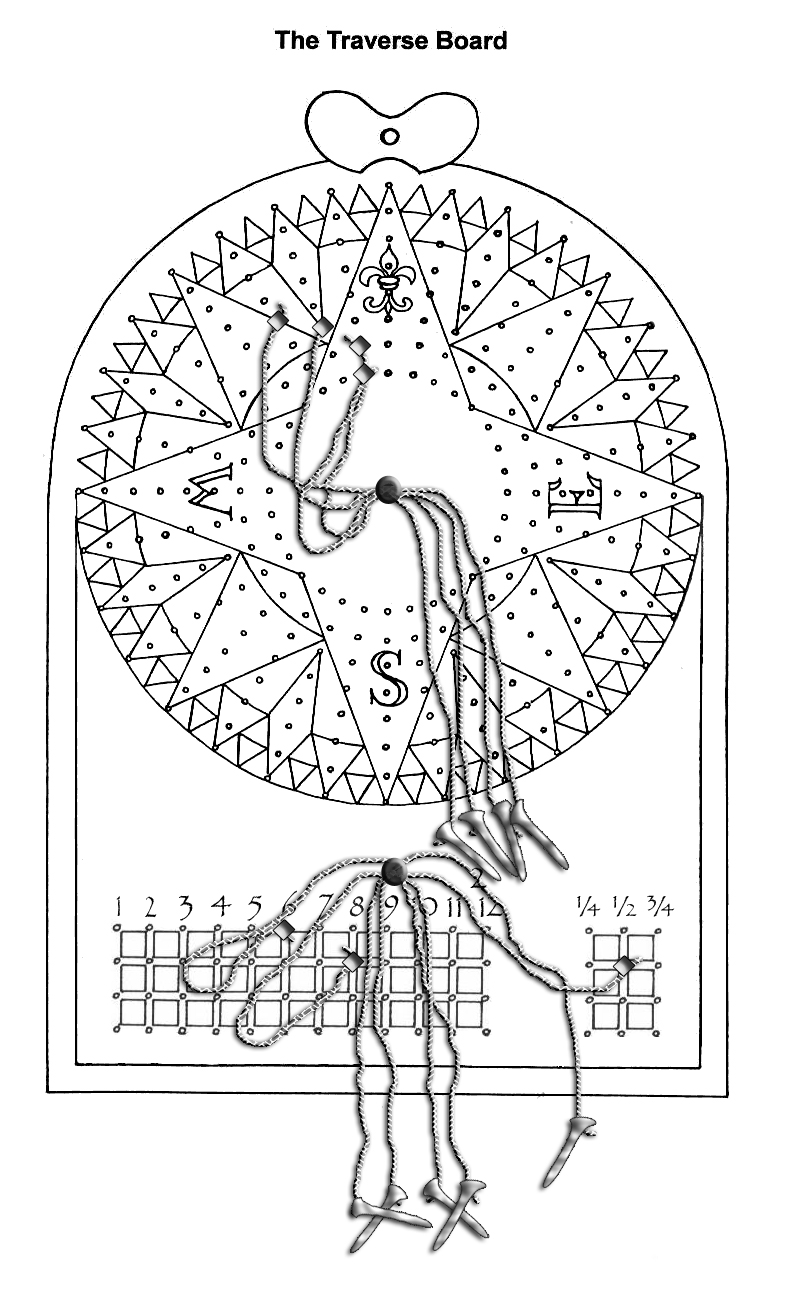
Tableta de bordos

La tableta de bordos es una ayuda de memoria que se utilizaba antiguamente en la navegación por estima para registrar fácilmente las velocidades e indicaciones navegadas por un barco durante un turno. Cualquier miembro de la tripulación aunque no pudiera leer ni escribir podía usar la tableta de bordos.
Tal como el matemático William Bourne decía en 1571:  "He sabido en estos 20 años que los que fueron antiguos maestros de barcos se burlaron de los que ocuparon sus cartas y platos y también la observación de la Altitud del Polo; que no se preocupan por su piel de oveja porque él podría llevar una mejor cuenta en una tableta. " 
Bourne habla de un tableta de bordos, un tableta de madera con una brújula dibujada encima unida por clavijas y cordones con una serie de agujeros. Permitía a un timonel controlar el tiempo navegado cada rumbo del viento.

## Descripción

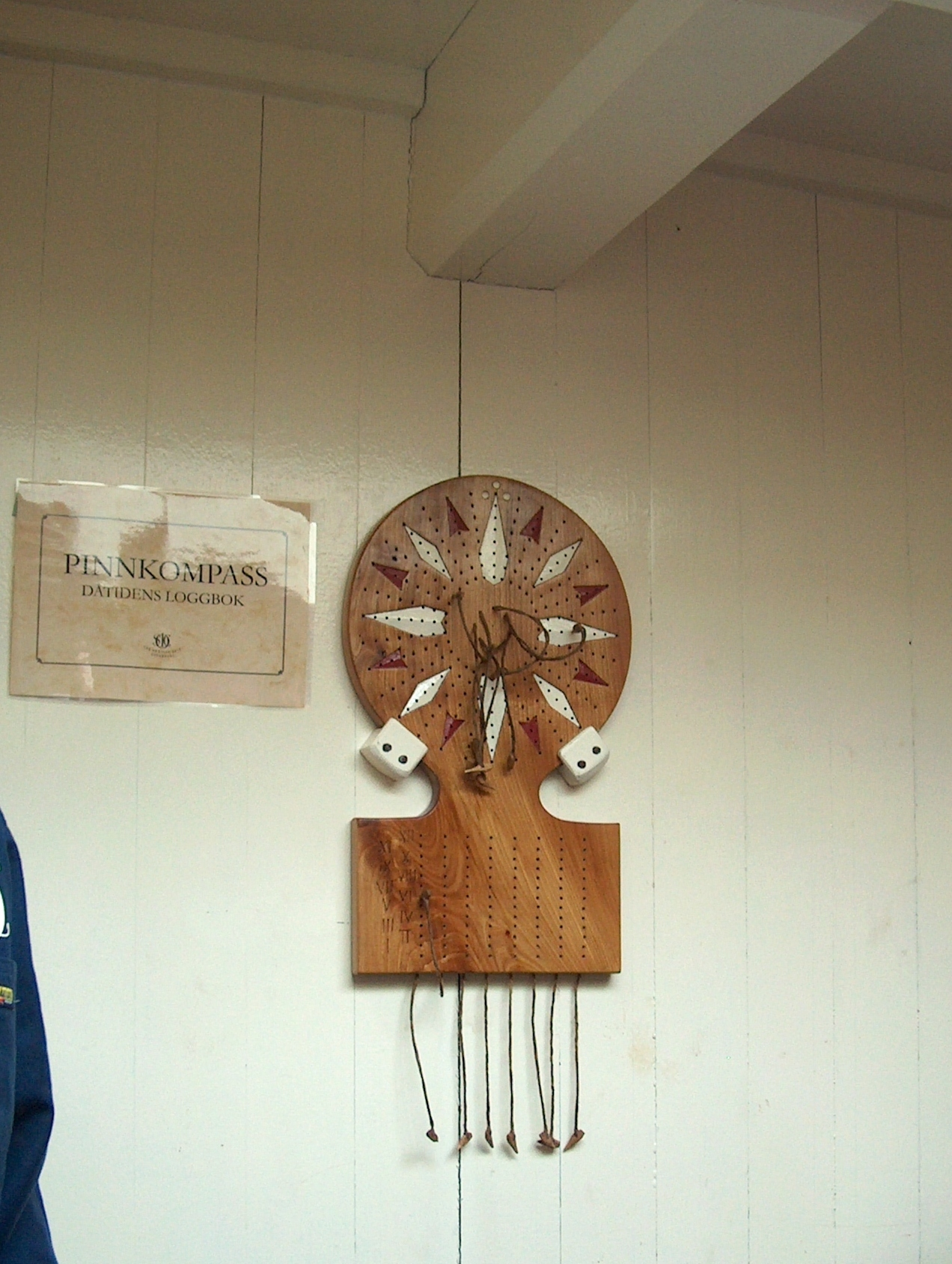
Réplica de la tableta de bordos del barco de vela Götheborg.

La tableta de bordos es una tableta de madera con agujeros y clavijas pegadas. Se divide en dos partes, superior e inferior.
La parte superior es para la dirección de grabación vela ed. Tiene una representación de la rosa de los vientos con sus 32 puntos del compás, al igual que en la bitácora del barco. Ocho anillos concéntricos están inscritos en la rosa de los vientos. Cada anillo tiene un agujero en cada punto de la brújula. Ocho clavijas están unidas con cordeles con el centro de la rosa de la brújula.
La parte inferior es para la velocidad de registro. Tiene cuatro hileras de agujeros. Cada columna representa una cierta velocidad, medida en  nudos. Las columnas verticales representan la velocidad (1 nudo, 2 nudos, 3 nudos, etc.). Tres columnas más a la derecha dan fracciones de nudos ( 1  /  4 ,  1  /  2 , y  3  /  4 ). Hay ocho clavijas adjuntas a esta parte del tableta.
Cada media hora o frasco, un miembro de la tripulación insertaba una clavija en la parte superior de la tableta que representa el rumbo navegado durante esta media hora, de acuerdo con el compás de la bitácora del  barco. El anillo de agujeros más en el interior se utilizaba para la primera media hora y cada medida siguiente se hacía en el siguiente anillo hasta haber utilizado los ocho anillos (es decir una guardia = 8 frascos).
Cada hora durante la guardia, un miembro de la tripulación introducía una clavija en la parte inferior del tableta para representar la velocidad navegada durante esta hora. La velocidad es medida mediante una corredera. Si la velocidad de la primera hora del reloj fuera de 10   1 ⁄ 2 nudos, el miembro de la tripulación contaría más de 10 agujeros en la primera fila y colocaría una clavija, entonces colocaría otra clavija en la columna marcada "". En la segunda hora de la vigilancia, el miembro de la tripulación utilizaba la segunda fila de clavijas, etc. hasta que se llenan las cuatro filas (es decir una guardia = 4 horas).
Al final de la guardia, el navegante recopilaba la información sobre las velocidades e indicaciones navegadas durante el guardia en el libro de bitácora, sacaba las clavijas de la tableta y utilizaba la información para calcular el recorrido del barco. Mientras tanto, el timonel giraba el frasco empezaba a registrar los nuevos rumbos de navegación y la velocidad en la tableta de bordos.